# Cimex lectularius
Punaise des lits
Espèce
Cimex lectularius est une espèce d'insectes hémiptères, une des punaises de lit, parasite de l'homme, de la famille des Cimicidés, sous-ordre des Hétéroptères. Cette punaise est hématophage (elle se nourrit uniquement de sang), généralement la nuit durant le sommeil. Ses piqûres peuvent provoquer des démangeaisons, des rougeurs et des papules. C'est la punaise de lit la plus courante et la mieux adaptée aux environnements humains,. On la retrouve dans les climats tempérés à travers le monde (alors qu'en zone tropicale, on trouvera plutôt Cimex hemipterus, une espèce proche également nommée « punaise de lit ») (plus rarement l'homme peut aussi être piqué par d'autres espèces proches : Cimex columbarius, Cimex pipistrelli, Cimex dissimilis et Oeciacus hirundinis) ; elle est connue depuis des temps très anciens (on en a retrouvé des traces dans certaines tombes égyptiennes datées de 3550 ans). Elle est en nette extension dans le monde et elle envahit surtout des « lieux à forte densité humaine et à haute fréquentation » ; elle est source de fortes gênes pour les foyers touchés, et de coûts élevés, mais semble à ce jour ne présenter « aucun risque de transmission vectorielle d'agents infectieux ».

## Histoire
Les hôtes originels de nos punaises de lit pourraient être les chauves-souris qui servaient d'hôtes dans les grottes ou autres cavités. Quand les premiers hommes ont vécu près de ces cavernes, les punaises seraient passées des chiroptères aux humains. On trouve encore dans l'hémisphère nord des populations de punaises se nourrissant du sang des chauves-souris dans les grottes.
La punaise Cimex lectularius, comme le poux et les morpions est connue de l'histoire environnementale et de la médecine ; elle est depuis des millénaires étroitement associée à l'être humain.
La littérature scientifique, souligne l'ANSES en 2023, montre qu'il n'y a pas de corrélation entre le niveau d'hygiène du logement et/ou de l'occupant et le risque d'infestation par les punaises de lit ; tout le monde peut être touché par une infestation, le fait de beaucoup se déplacer est par contre un facteur de risque.

## Description

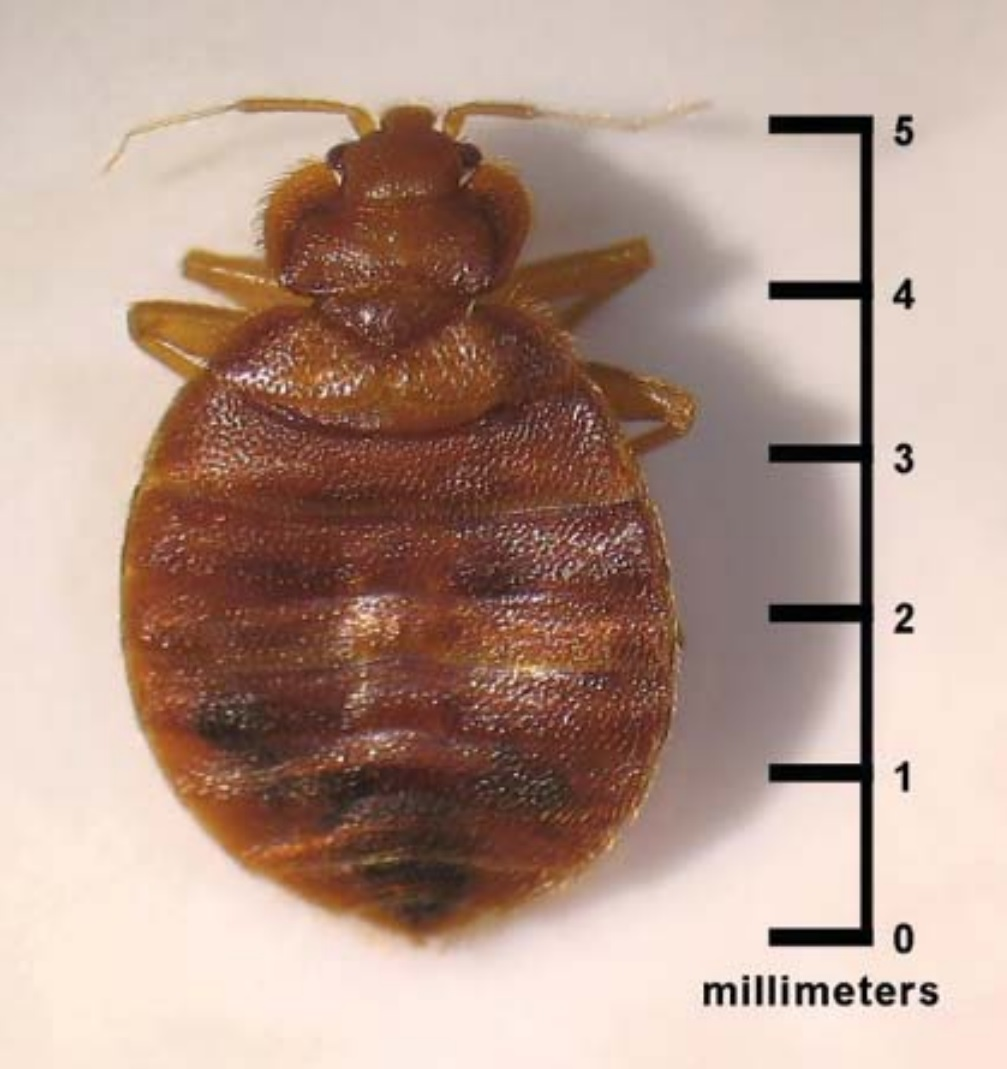
Longueur (adulte) : elle varie de 5 à 8 mm.

Les adultes sont généralement de couleur brun à beige, ou brun-rouge après un repas de sang.
- L'adulte mesure 4 à 7, voire 8 mm de long (taille d'une lentille ou d'un petit pépin de pomme).
- Il se déplacent assez lentement pour être vus par un observateur attentif.
- Les larves n'ont pas d'ailes et l'adulte n'a que des moignons vestigiaux d'ailes.
- le corps est un exosquelette, aplati (il peut évoquer un confetti) sauf après un repas. Il est garni de bandes de poils microscopiques, qui renforcent l'aspect rayé de cet insecte.
- Aux stades de larves et de nymphes, cette punaise est plus petite, translucide et de couleur plus claire, et donc plus discrète. En devenant adulte, elle prend une couleur plus foncée et un aspect opaque.

## Comportement et cycle de vie

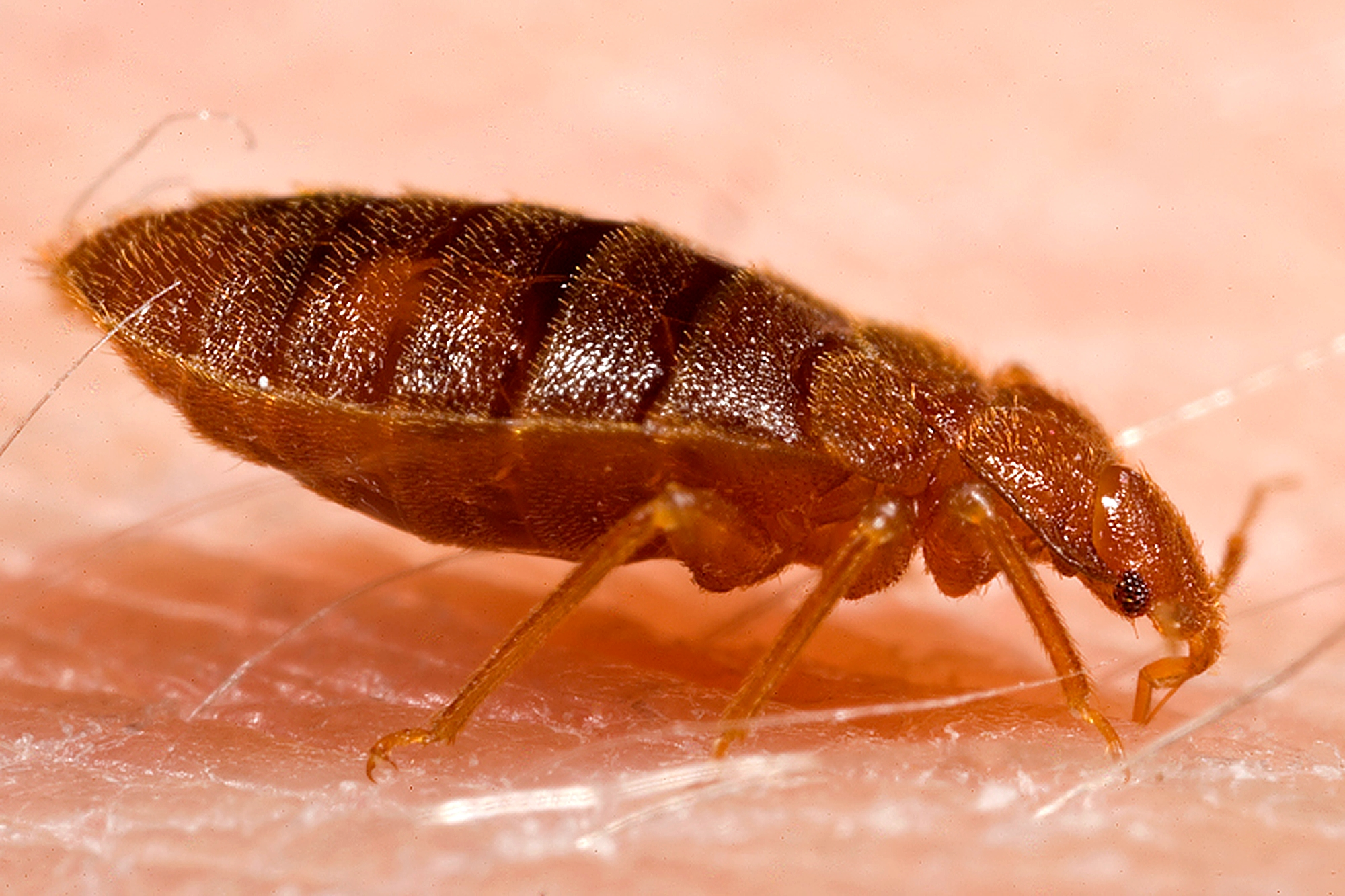
Prise d'un repas, au moyen d'un stylet positionné dans un capillaire sanguin ou une veinule.

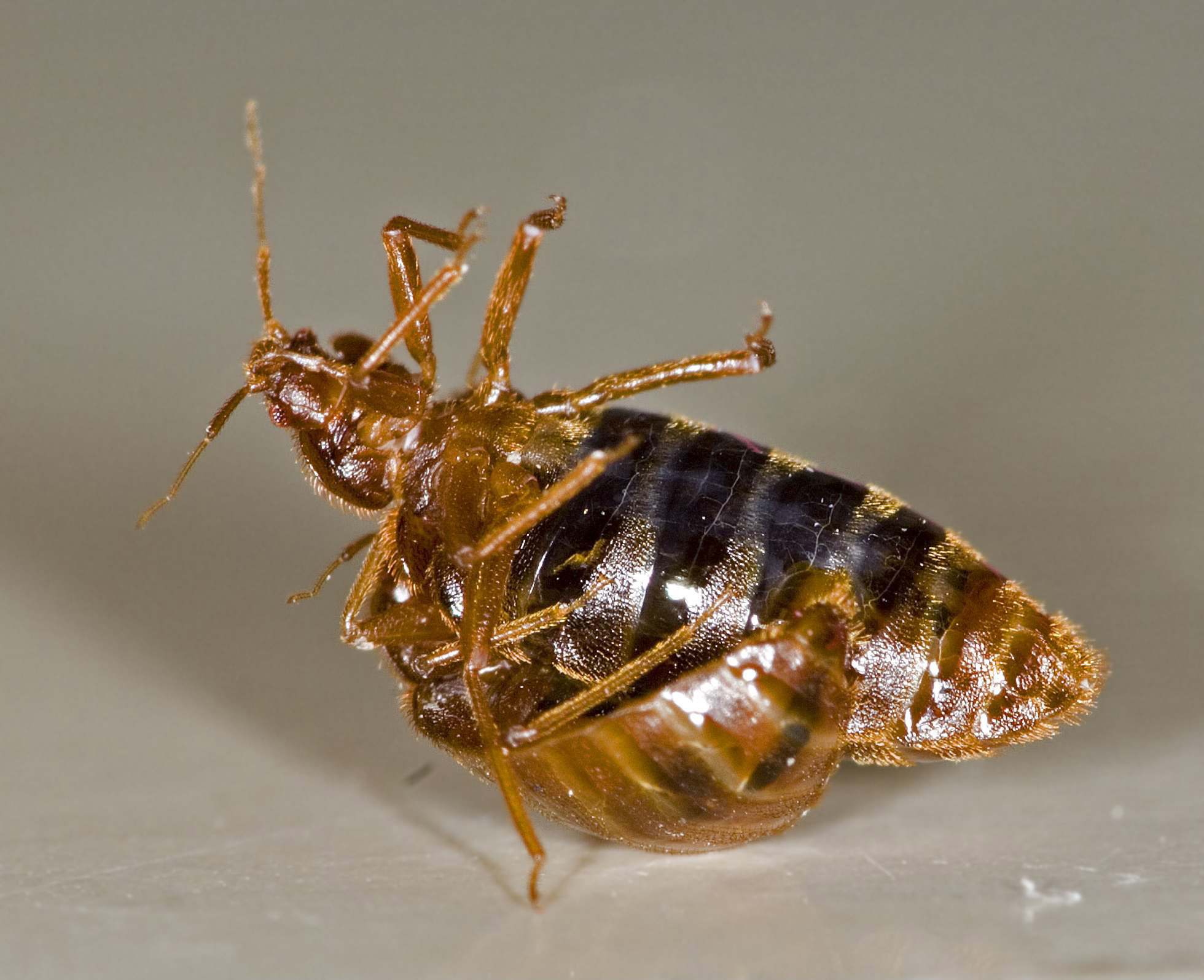
Accouplement traumatique.

Cette espèce comme les autres Cimex spp est ectoparasite et exclusivement hématophages et plus précisément solénophages (ce qui signifie qu'au moyen de son appareil piqueur, elle va pomper le sang à l'intérieur même d'un vaisseaux sanguins ; veinule ou gros capillaires). Chaque repas dure de 10 à 20 minutes. Au repos, ce stylet est replié sous la tête et le thorax.
Lucifuge, elle vit à proximité des humains, en agrégats, à l'abri de la lumière le jour.

L'agrégat se défait en début de nuit et les punaises, guidée par leurs récepteurs chimiques, partent à la recherche d'un corps où s'alimenter. Elle semble attirée par la chaleur et l'odeur du corps, et fortement par le dégagement de gaz carbonique lors des expirations. En début d'infestation, selon Delaunay et al. (2010), les déplacements sont courts (ex. : quelques mètres ou moins, du dessous au dessus du matelas, du placard vers le lit, etc. Des déplacements plus longs sont ensuite possibles, par exemple vers un autre appartement ou une autre maison,. Après un repas, la punaise peut s'installer pour quelques jours dans un ourlet de pyjama, dans un bagage, du linge déposé près du lit, une boite, le cadre d'un tableau, un meuble, etc.). Durant ce temps, elle peut être fortuitement transportée par un ou des humain(s) sur des milliers de kilomètres par avion par exemple. 
Deux heures avant l'arrivée du jour, instinctivement, la plupart des individus rejoignent leur agrégat ou une cachette abritée de la lumière, qu'ils aient mangé ou non.
Le mode de reproduction de la punaise de lit est dit traumatique, car le mâle n'utilise pas les voies de reproduction naturelles de la femelle lors de l'accouplement. Bien qu'elle soit pourvue de voies de reproduction naturelles, celles-ci ne serviront que lors de la ponte des œufs. Le mâle, doté d'un appareil reproducteur en spicule (c'est-à-dire acéré comme une aiguille), perfore l'abdomen de la femelle de façon à accéder au « spermalège » ou à l'« ectospermalège » ; plus précisément (« Une zone de cet abdomen femelle (l'ectospermalège) est prédestiné à ce traumatisme et guide l'appareil mâle. Cette cible est parfois manquée ce qui ne nuit pas obligatoirement à la réussite de l'insémination. En effet, une structure interne de la femelle (le mésospermalège) a pour rôle de recueillir et drainer les spermatozoïdes jusqu'à une zone de « concentration et stockage » : la spermathèque). Le mâle injecte son sperme dans l'un ou l'autre de ces deux organe paragénitaux, ».

Ce mode d'accouplement plutôt rare chez les insectes se nomme insémination extragénitale traumatique. Il n'est pas sans risque, puisqu'au moment de la pénétration, le mâle peut introduire des micro-organismes pathogènes dans la femelle, l'exposant à des affections potentiellement létales.

### Cycle de vie

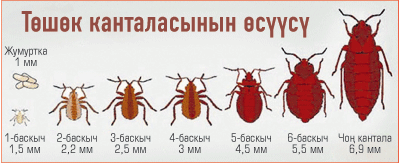
Stades de développement
Cycle de vie.

Le cycle de vie se déroule sur un an environ, sauf si la punaise ne trouve pas d'hôte pour se nourrir ; elle peut alors survivre sans manger jusqu'à 1 an et demi voire 2 ans si les conditions de température, d'humidité et d'abri sont idéales pour elle : 
- La femelle, fécondée, doit trouver un repas sanguin, sinon la maturation des œufs n'aura pas lieu[4]. 3 à 10 jours après ce repas (pour des températures de 14 à 27 °C.), elle pondra environ cinq œufs par jour (soit 200 à 500 œufs au cours de sa vie)[4]. Les œufs sont blanc, allongés, operculés, longs d'un millimètre de long et habituellement pondus en petits amas de 5 à 15 oeufs[4]. Ils sont toujours pondus dans un endroit protégé et abrité de la lumière (coutures et cordon de matelas, crevasses de sommiers, espaces de jointures de lattes, espace libre sous une étiquette cousue, table de chevet, reliure de livre proches du lit, dessous et arrière de plinthes, trous, fentes, papier peint ou moquette décollés, cadre de tableaux, tringles et ourlets de rideau…)[4],[3].
- Les œufs éclosent après 7 à 15 jours environ (selon la température) pour donner une larve de premier stade.

Celle-ci recherche un corps humain pour y prendre son premier repas de sang, qui lui permet, après 3 à 15 jours de muer (en laissant une exuvie), puis passer au second stade ; et ainsi de suite pour les quatre stades larvaires suivants, qui seront suivi d'un stade nymphal. Chacun de ces stades doit être précédé d'un repas de sang. 
- La nymphe, après son repas de sang, deviendra ensuite un jeune adulte[4].

Les expériences faites en élevages de laboratoire montrent que la durée des étapes de ce cycle peut beaucoup varier selon des facteurs environnementaux tels que la température, l'humidité relative, la photopériode et la disponibilité en cachettes. Elle varie aussi selon des facteurs physiologiques tels que le type et la fréquence des repas sanguins (sang de lapin, rongeur, cheval ou humain sont utilisés dans les élevages en laboratoire). Les facteurs les plus déterminants pour la vitalité des élevages sont la température ambiante et la disponibilité en repas sanguin et la qualité du sang a une importance. Barbarin et al. en 2013) ont montré Cimex lectularius artificiellement nourrie avec du sang humain a un cycle de vie 32 % plus court que nourrie avec du sang de lapin.
Les fourchettes de bonnes condition de vie pour l'espèce semblent être des combinaisons de températures comprises entre 15 et 34 °C ; d'humidité relative de 46 à 75 % ; et une température comprise entre 25 °C et 59 % a été trouvée pour ces colonies.
L'insecte, à tous ses stades larvaires est dépourvu de bourgeons alaires, mais pour le reste, les larves ressemblent à des versions miniatures de l'adulte (on parle de métamorphose incomplète).

### Température
Une variabilité de résistance existe probablement selon les souches et leur origine géographique, mais on sait par diverses études : relatives à l'élevage des punaises en laboratoire aux fins d'étude de l'écologie de l'espèce (études qui ont porté sur des plages de 15 à 34,5 °C avec une moyenne de 25,5 °C) que 32–33 °C favoriserait le plus Cimex lectularius alors que 28–29 °C serait idéal pour Cimex hemipterus (pourtant considéré comme tropicale). Vers 35–46 °C les punaises de lit vivent moins longtemps.
Cimex lectularius se montre hautement résistante à la dessiccation, probablement grâce à des adaptations combinant la conservation, l'agrégation et la quiescence de l'eau comme facteurs de résilience,, mais il été noté en 2009 que « l'ajout de composants de phéromones d'alarme améliore l'efficacité des poussières déshydratantes contre Cimex lectularius ». Cimex hemipterus, bien que réputé tropicale se montre très résistante au froid (40 min à −20 °C, et jusqu'à 7 jours à 0 °C.
Au delà de 45 °C et après une heure 39 °C Cimex lectularius meurt, et les individus s'immobilisent sous 9 °C. Les nymphes sont vulnérables au froid qui allonge la durée de leur digestion du sang (passant de 1 à 2 jours à 23 °C à 6 jours à 15 °C). L'éclosion des œufs se fait après 3 à 14 jours à 23 °C,mais après 22 à 52 jours à 14 °C et cesse en dessous de 13°C ainsi qu'à plus de 37 °C.

## Signes d'infestation
Les principaux indices sont, :
- les piqures sur la peau ;
- La présence de salissures laissées par les excréments plus ou moins séchés de punaise ;
- la découverte d'exhuvies (mues), d'oeufs et/ou d'individus vivants parfois observés ;
- parfois, de grandes traces filiformes de sang laissées sur les draps (résultant de l’écrasement de punaises gorgées de sang, par un dormeur qui bouge beaucoup dans son sommeil ;
- une odeur âcre (en cas de très forte infestation).

## Conséquences pour l'être humain

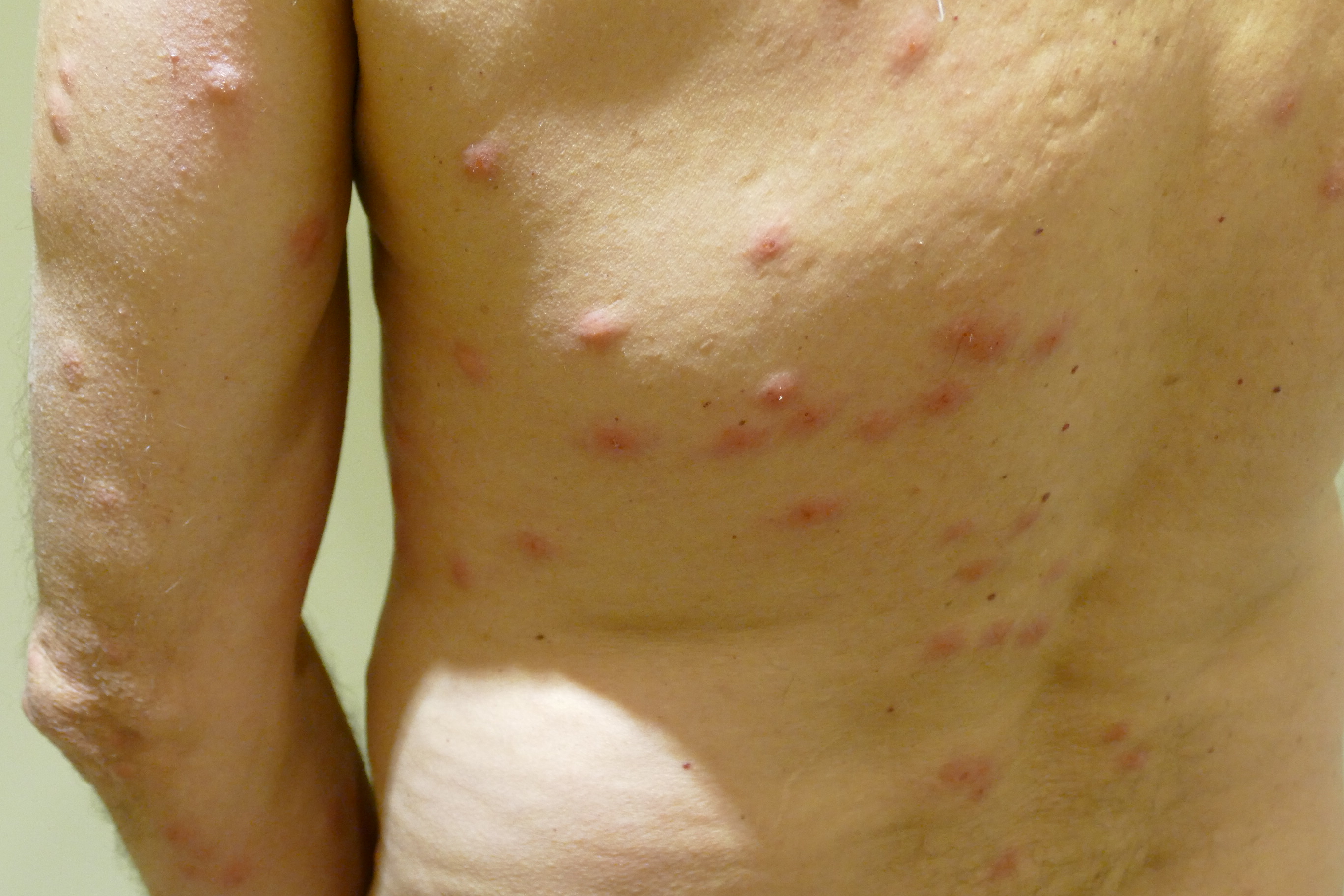
Exemple d'éruption avec prurit due à des piqures par Cimex lectularius, contractées lors d'un voyage.

La piqure est indolore durant le temps du repas de sang, mais est souvent suivie de petites taches maculaires, qui peuvent ensuite évoluer en papules accompagnées d'intenses démangeaisons. La piqûre peut déclencher une lésion cutanée, sous forme de prurit érythémateux et macula-papuleux, mesurant 0,5 à 2 cm de diamètre avec un point hémorragique au centre.
Certaines personnes développent une éruption érythémateuse ou une dermite et plus rarement un urticaire généralisé.
Le délai entre la piqûre et les premiers symptômes peut atteindre dix jours après la première piqure. Mais il tend à être de plus en plus bref pour atteindre quelques secondes avec les piqûres successives (phénomène de sensibilisation). Des éruptions bulleuses ne sont pas rares, secondaire à une vascularite et des cas d'anaphylaxie ont été rapportés, quoique rarement. Des cas de réactions asthmatiques ont aussi été rapportés.
Elles peuvent causer une anémie quand les piqures sont abondantes.
Au début des années 2000, Il n'y avait pas encore de preuve que les punaises de lit transmettent des agents pathogènes pour l'homme,, mais depuis on pense qu'elle peut (au moins dans les régions méditerranéennes) transmettre à l'Homme des pathogènes, dont Bartonella quintana. De plus, des punaises de lit transportant des Staphylococcus aureus testés antibiorésistants (en l'occurrence résistant à la méthicilline (SARM)) et des Enterococcus faecium résistant à la vancomycine (VRE) ont été détectés.
Il existe toujours un risque de surinfection des lésions, avec formation, par exemple, d'un impétigo. 
Le médecin traite généralement les symptômes avec des antihistaminiques et des corticoïdes. Il doit veiller à ce que les punaises soient effectivement éliminées de l'environnement du patient. Des années 1960 à 2008, un large éventail de traitements empiriques, y compris par des antibiotiques, antihistaminiques, corticoïdes topiques et oraux, et l'adrénaline, ont été utilisés pour des réactions à des piqures, avec des résultats variables.
Les options de traitement de réactions cutanées et systémiques aux piqûres de punaises des lits n'ont pas été évaluées et qu'il n'existe aucune preuve que les résultats diffèrent sensiblement selon qu'on ait ou non reçu un traitement.
Les infestations sont souvent responsables d'une détresse psychologique, parfois profonde. Les conséquences psychosociales de l'infestation par des punaises sur une famille peuvent être graves. Une consultation psychologique ou psychiatrique peut être nécessaire, pouvant parfois conduire à un traitement.

## Retour d'un parasite indésirable

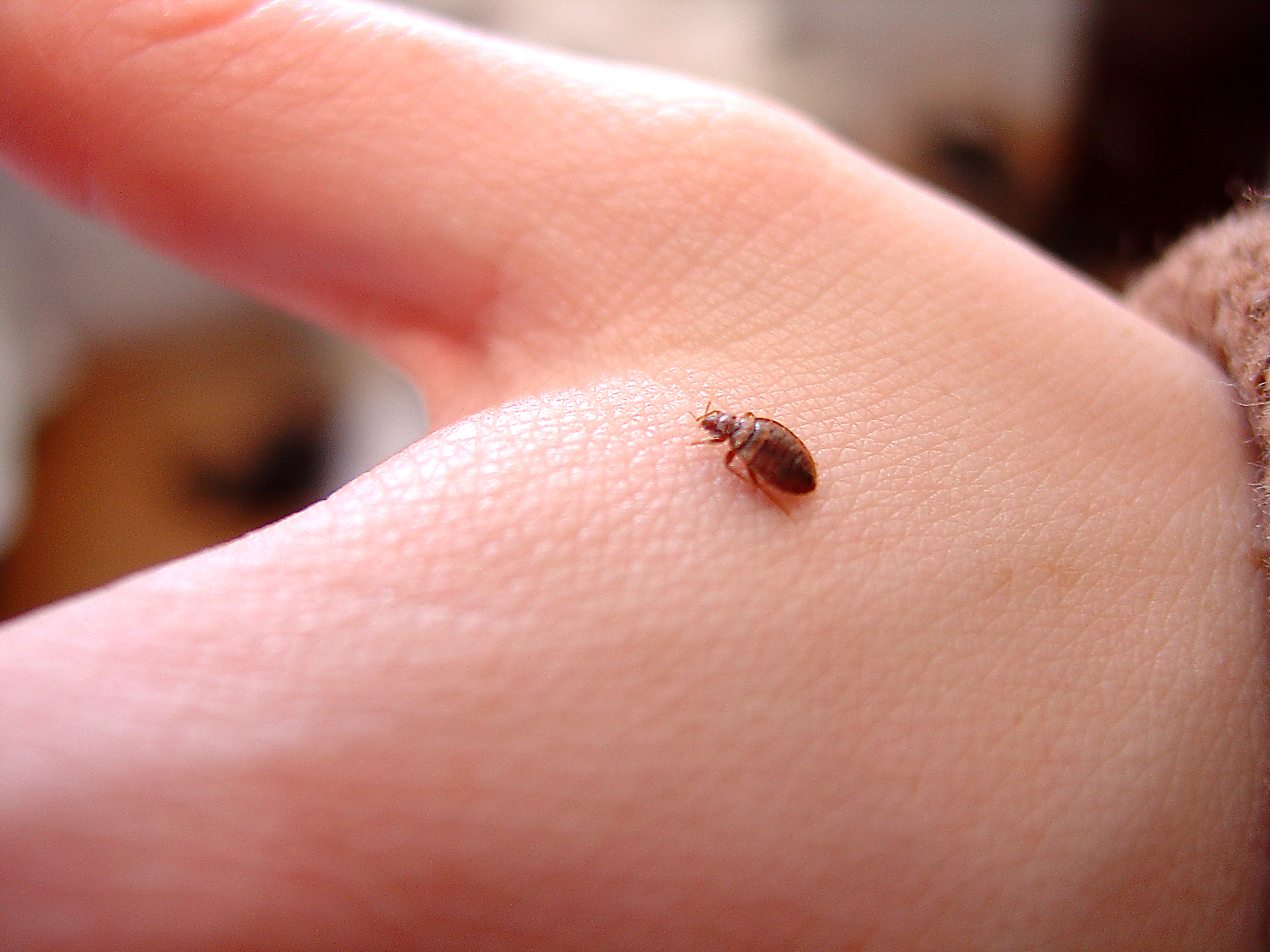
Punaise adulte sur une main.

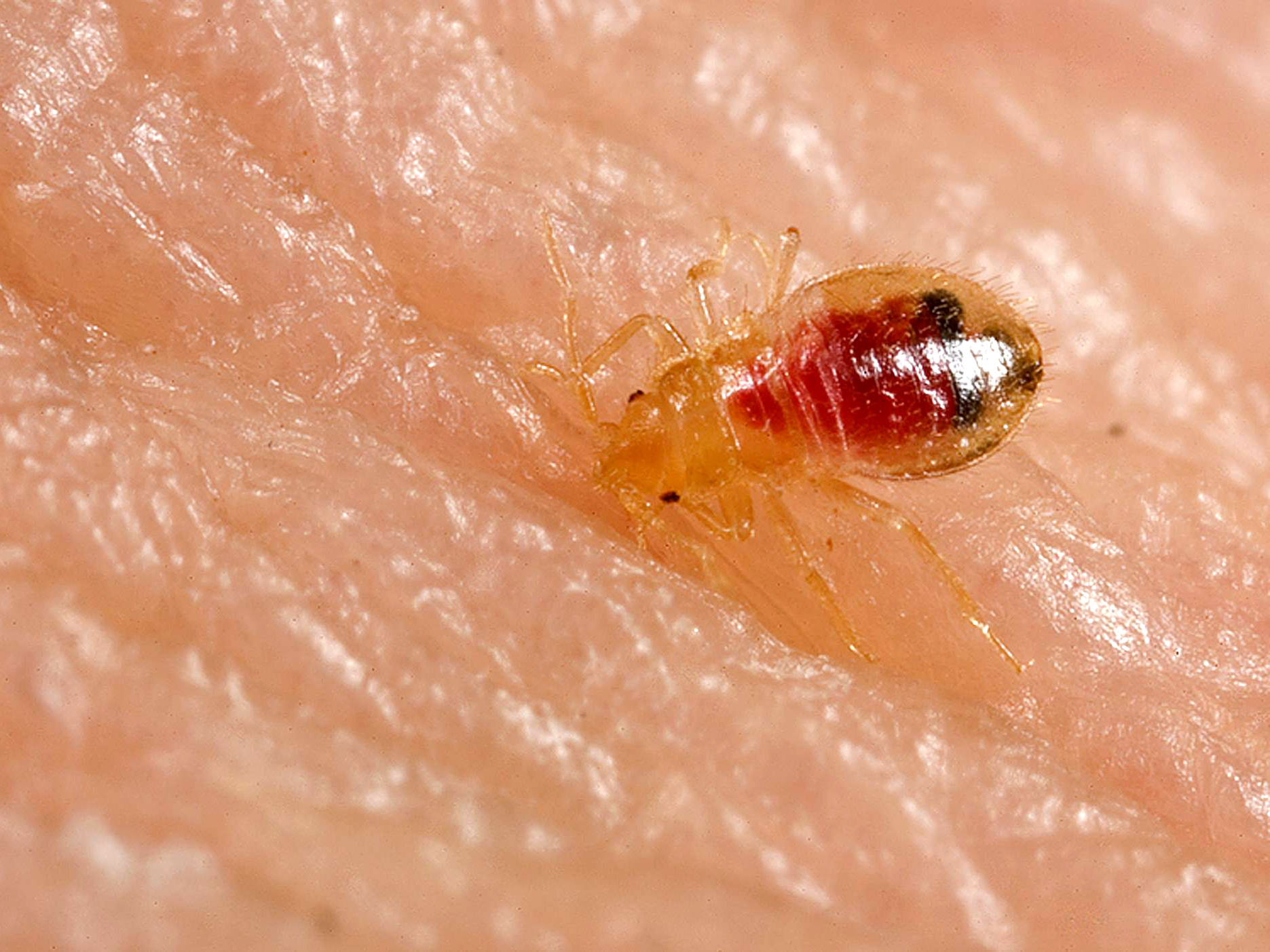
Une punaise des lits au stade de nymphe se nourrissant d'un hôte.

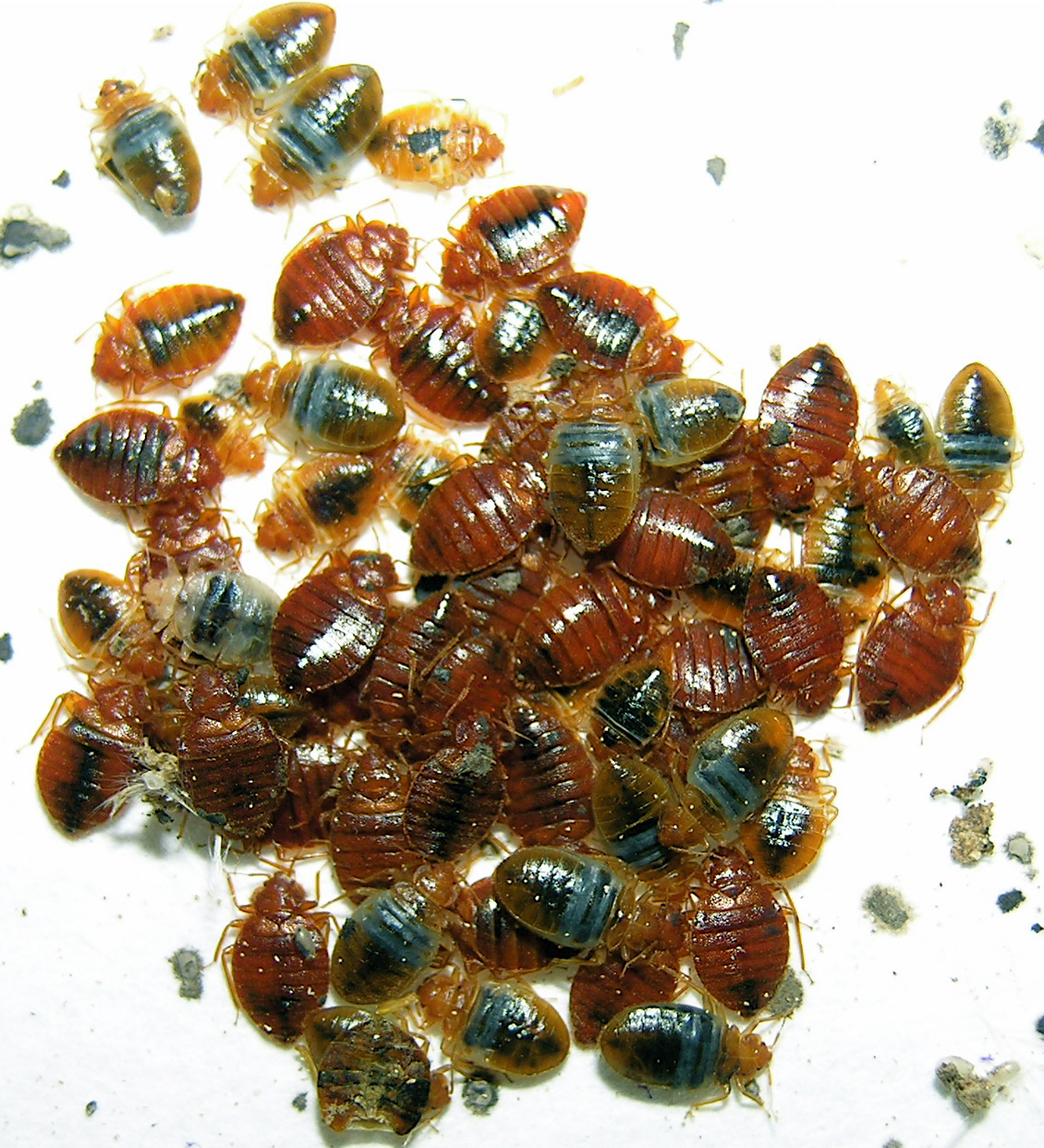
Cimex lectularius nourries de sang (notez la différence de couleurs en fonction de la digestion du repas de sang).

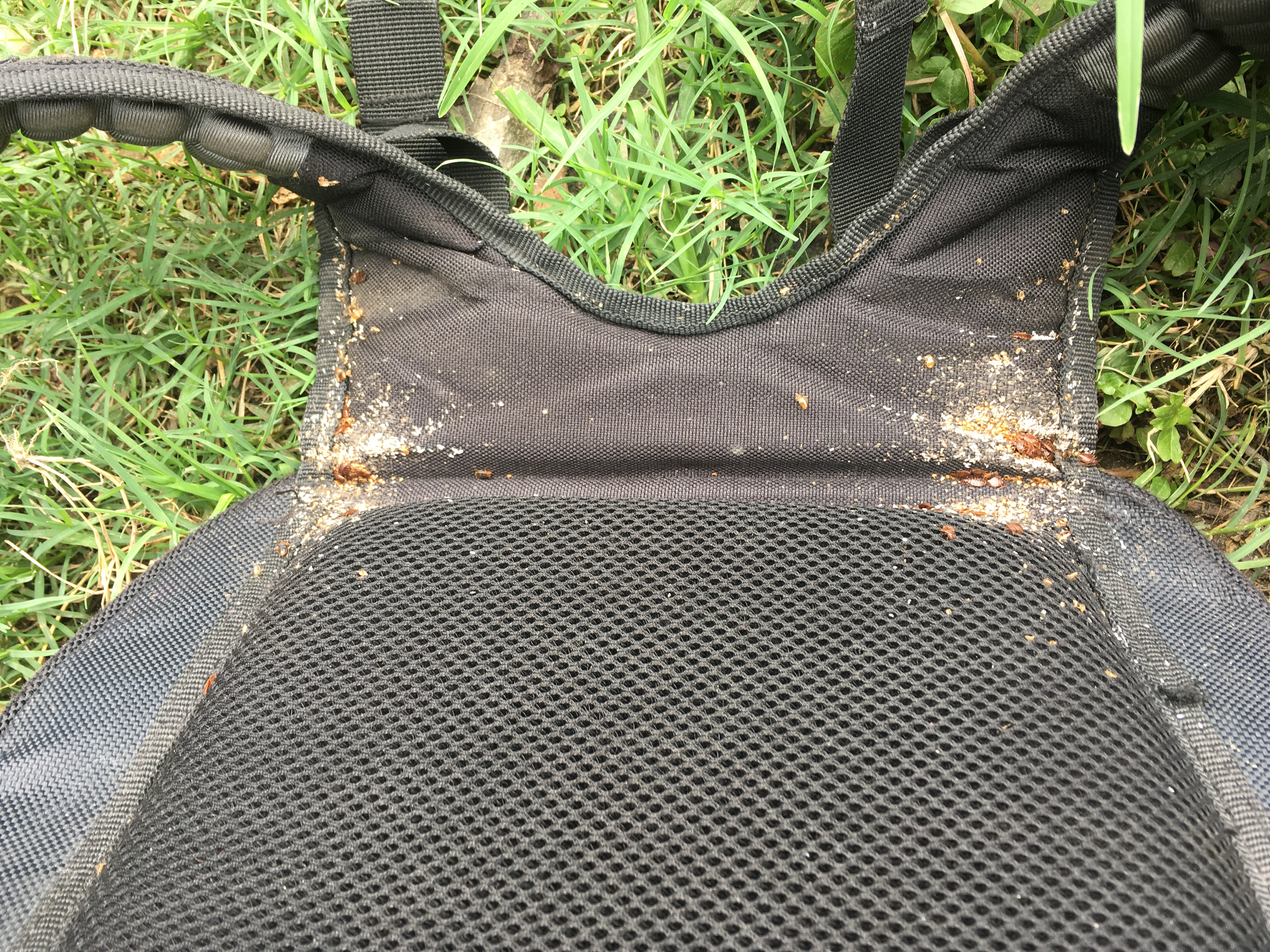
Oeufs et punaises qui étaient cachées dans une partie d'un sac à dos inutilisé.

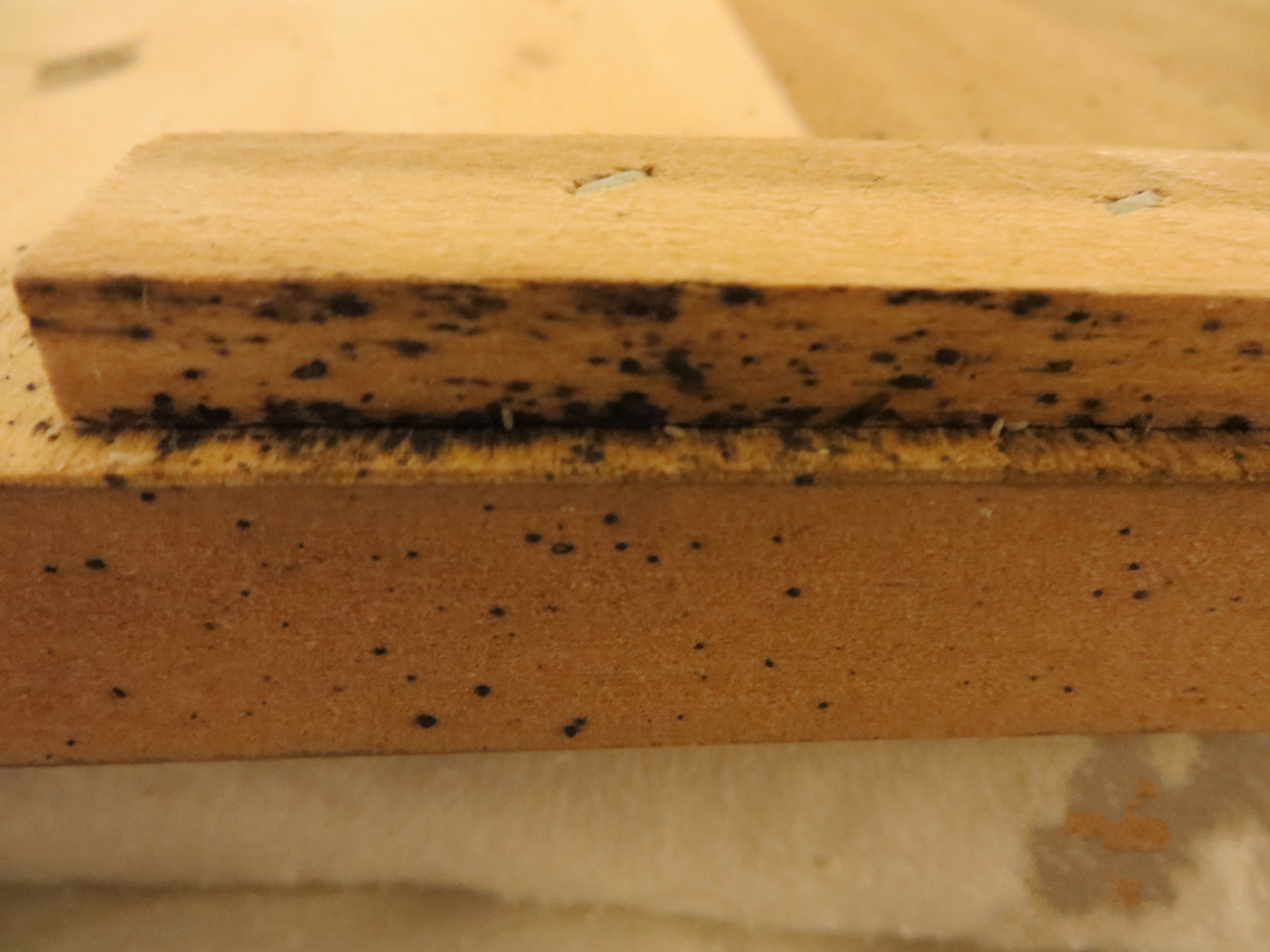
Après digestion d'un repas de sang, la punaise, dans sa cachette, laisse des excréments riches en fer. Ces taches noires sont des indices de présence. Ici on voit aussi quelques œufs.

Cimex lectularius, avait pratiquement disparu de France dans les années 1950 mais depuis la fin des années 1990, on observe une forte résurgence et dispersion des punaises de lit (Cimex lectularius et Cimex hemipterus) dans le monde ; surtout en Amérique du Nord, Europe, Australie, Nouvelle Zélande…), avec de plus en plus souvent des bâtiments entiers touchés (logements collectifs, hôtels, maisons de retraite, hôpitaux…).
En 2016, une première enquête a en France métropolitaine interrogé les services municipaux d'hygiène et de sécurité (MHSS) et les acteurs privés de la lutte antiparasitaire sur leurs connaissances, leur attitude et leurs pratiques face aux pullulations de punaises de lit. Les 68 réponses des MHSS et 51 des privés montrent que tous les départements de France métropolitaine ont connu au moins une invasion, le plus souvent confirmée par observation directe des punaises. La plupart des privés mixent des méthodes non chimiques et chimiques et appliquent deux traitements.
Depuis le milieu des années 1990, les infestations de maisons, gîtes, hôtels, trains de nuit sont en forte augmentation dans le monde entier et le nombre de patients se présentant à leur médecin avec des réactions allergiques à des morsures est également en augmentation.
Plusieurs explications semblent expliquer cette recrudescence d'un insecte qui avait fortement régressé dans le 3e quart du XXe siècle :
- après la Seconde Guerre mondiale, une meilleure hygiène domestique et surtout un recours massif aux insecticides avaient permis d'éradiquer la plupart des punaises de lit. Mais, dans les années 1970, bien des produits se sont révélés nocifs pour la santé et/ou l'environnement (dont le DDT), d'où un emploi limité ;
- des souches de plus en plus résistantes à certains pesticides sont apparues ;
- les punaises profitent de la mondialisation et du nombre croissant de voyageurs internationaux et interrégionaux. Les bagages transportent clandestinement ces insectes dans le monde entier. L'année 2009 a par exemple connu une véritable infestation sur l'itinéraire traditionnel des chemins de Compostelle amenant de nombreux partenaires, associations et hébergeants à se réunir et à réfléchir à une démarche commune qui a abouti à la mise en place d'une véritable campagne intitulée « Je ne marche pas avec la punaise ». Cette campagne permettra en 2010 (année jacquaire) de combiner l'effort des hébergeants et des transporteurs de bagages, qui s'engagent à traiter préventivement avec des produits bio et sans danger pour l'homme, avec celui des pèlerins et marcheurs, qui vont disposer d'un spray individuel, « naturel » lui aussi, pour traiter leurs propres affaires et sacs à dos ;
- le manque de communication entre les parties lors d'une infestation aggrave le problème. Certains propriétaires ou locataires ne divulguent pas l'historique d'infestation aux punaises aux nouveaux arrivants ou n'en parlent pas aux voisins par honte ou crainte de dépenses.

Certains insecticides sont efficaces, mais ils peuvent, en cas d'usage excessif ou inapproprié, faire plus de mal que de bien et favoriser l'apparition de résistances aux pesticides (un phénomène de plus en plus observé chez des souches résistantes de punaises (et de nombreuses autres espèces indésirables, le poux notamment). La lutte contre ces « indésirables » et leur éradication est rendue difficile en raison d'une résistance croissante aux insecticides, du manque de produits efficaces et des problèmes de santé induits par la pulvérisation de pesticides sur matelas.
Dans les pays chauds, le hamac est peut-être moins susceptible d'invasion par les punaises.

## Moyens de lutte
Des pesticides (insecticides) sont fréquemment utilisés (ex. : le chlorfenapyr (en)), mais les résistances causées par des mutations, en particulier aux pyréthrinoïdes, deviennent de plus en plus fréquentes. Le seul moyen chimique relativement fiable serait la fumigation du bâtiment / véhicule entier sous bâche avec le fluorure de sulfuryle. Ce gaz est commercialisé sous le nom Vikan aux États-Unis et Profume en Europe, mais il n'est pas homologué en France pour la désinsectisation des habitations.
Si plusieurs appartements d'un immeuble sont infestés, seul le traitement intégral et l'association de plusieurs stratégies de lutte a des chances d'être efficace.
Dans certaines situations, un chien détecteur de punaises est utilisé pour détecter les zones infestées et cibler les traitements de désinsectisation. Très souvent utilisée aux États-Unis et au Canada, cette méthode de détection existe également en France. En 2014, cette technique n'avait pas encore fait ses preuves d'efficacité dans une étude scientifique contrôlée, mais en 2023, elle est considérée comme efficace par l'ANSES.
Un dispositif interceptant les punaises (à placer sous les pieds de lits) a été mis au point et testé. Lors d'une expérience faite aux États-Unis dans un immeuble aux appartements infestés de punaises, ces dispositifs se sont avérés les plus performants pour piéger ou compter les punaises (219 ±135 punaises interceptées par lit et par appartement pour 10 semaines d'observation avec application de deux traitements insecticides différents selon les appartements). Pour juger de l'efficacité des telles isolations, il ne faut pas oublier que les punaises peuvent tomber sur le lit du plafond, si elles trouvent un moyen d'y monter.
Parmi ses prédateurs naturels qui fréquentent également les habitations humaines, on compte la Scutigère véloce (Scutigera coleoptrata) et les araignées.
Il existe des moyens de lutte comme la température (congélation ou vapeur très chaude). Le repassage scrupuleux avec un fer à repasser vapeur est un moyen efficace contre les œufs et les punaises adultes cachés dans le linge ou les vêtements (à condition que celles-ci ne s’échappent pas au cours de la procédure). Ainsi, le lavage des vêtements à 60 °C suffit à détruire les punaises adultes et les œufs, un simple trempage étant inefficace sur ces derniers. Pour le même résultat, un repassage à vapeur est plus rapide qu'un lavage. Finalement, pour être complètement sûr du résultat, ou sur des objets plus épais, on préfère l'ébullition pendant 10-30 min dans une marmite, bien qu'elle puisse abîmer certains objets. L'aspirateur passé dans la pièce et dans la literie diminue significativement la population de punaises. Les œufs sont également aspirés. Il faut utiliser un aspirateur muni d'un sac qui doit être enlevé immédiatement après l'aspiration et placé dans un sac en plastique fermé, avant d'être jeté. La combinaison des traitements physiques, thermiques et chimiques augmente la probabilité d'une éradication réussie.

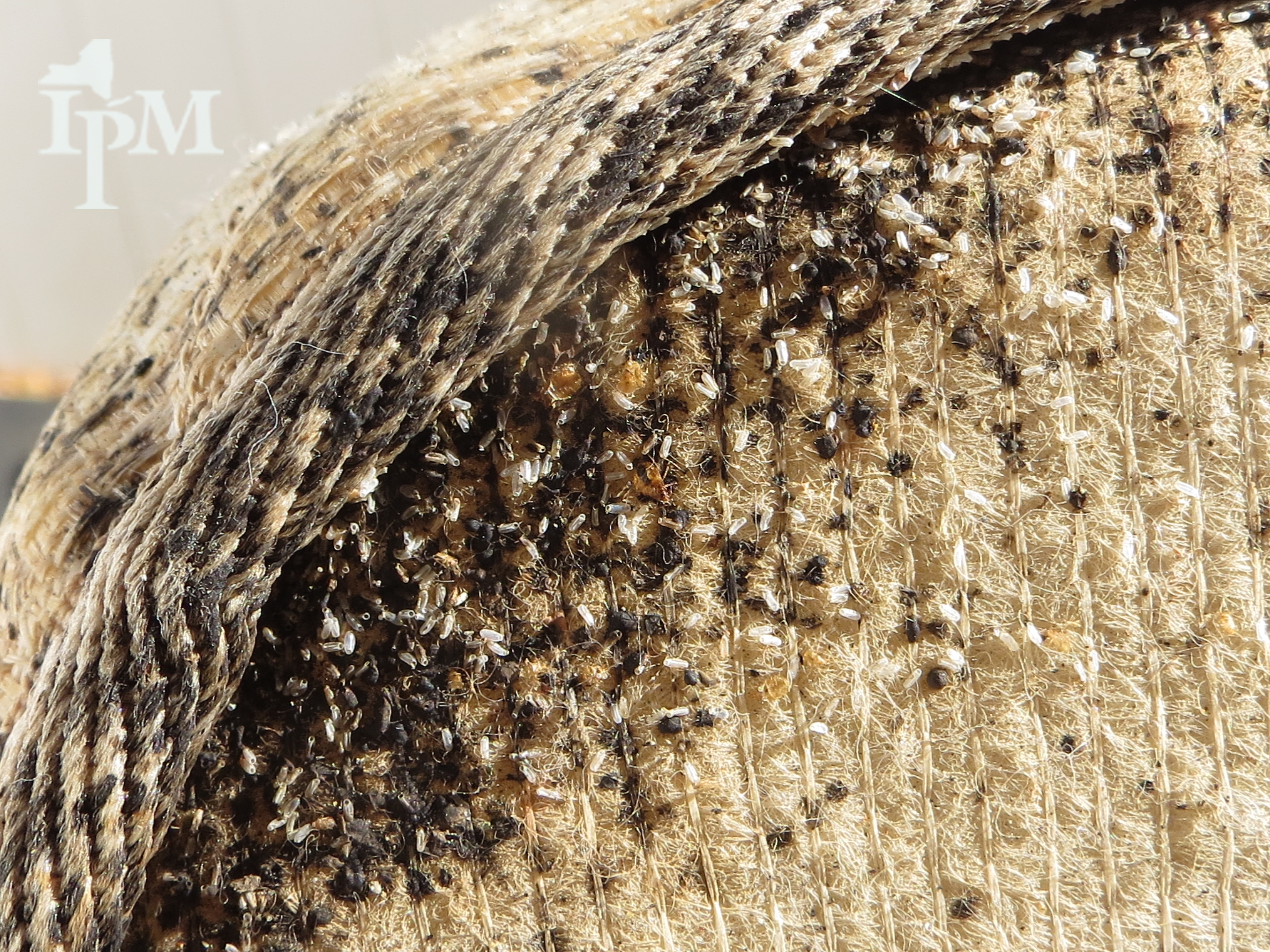
Détail d'un matelas infesté. On distingue les déjections (noires) et les enveloppes des œufs éclos (blanches).

Une fois désinsectisés, les objets doivent être préservés d'une recontamination. Pour cela, des sacs plastiques transparents à fermeture étanche doivent être utilisés (sacs de congélation pour petits objets ou similaires pour des objets plus grands). Pour protéger les objets de façon efficace, il est nécessaire de faire un test d'étanchéité à l'air au préalable, de fermer les trous éventuels avec du scotch, et évidemment de bien fermer les sacs. Un marquage des sacs : objets propres / objets infestés peut également être utile.
Les meubles infestés jetés doivent être déposés directement en déchèterie ou au moins marqués comme infestés par les punaises de lit, afin d'éviter la contamination de ceux qui peuvent éventuellement les reprendre.
Selon l'ANSES (2023), aucun de ces moyens pris seul ne permet de garantir le succès d'une éradication, plusieurs approches doivent être généralement synergiquement combinées.

## Recherche
Des études sont en cours, dont en France, par exemple pour étudier les phénomènes de résistance aux pesticides, vérifier si les punaises sont vectrices de microbes dangereux ou non, étudier le génome et la génétique des populations de métropole, etc.